# دنیای باربی
«دنیای باربی» (به انگلیسی: Barbie World) ترانه‌ای از رپر ترینیدادی نیکی میناژ و رپر آمریکایی آیس اسپایس می‌باشد که به‌عنوان بخشی از آلبوم موسیقی‌متن فیلم باربی (۲۰۲۳) تحت عنوان باربی آلبوم منتشر شده‌است. این ترانه در ۲۳ ژوئن سال ۲۰۲۳ به‌عنوان سومین تک‌آهنگ از این موسیقی‌متن از سوی آتلانتیک رکوردز، ۱۰کی پراجکتس و کپیتال رکوردز منتشر گردیده‌است. «دنیای باربی» توسط رایت‌یواس‌ای تهیه‌شده و شدیداْ از تک‌آهنگ «دختر باربی» اثر گروهٔ موسیقی یوروپاپ دانمارکی آکوا نمونه‌برداری شده‌است؛ نام این گروه به‌عنوان اجراکنندگان و نویسندگان این ترانه ذکر شده‌است.